# Indicateur de performance organisationnelle
Un indicateur de performance organisationnelle est un outil de mesure ou un critère d'appréciation d'une organisation.

## Enjeux
Les indicateurs de performance organisationnelle font partie des indices regroupés dans un tableau de bord de gestion qui indiquent le travail accompli par rapport aux objectifs fixés pour une organisation donnée (entreprise, institution, service, etc.).

## Typologie
On distingue plusieurs familles d'indicateurs présents dans des tableaux de bord :
- les indicateurs d'activité (quantité produite, volume d'achat, chiffre d'affaires),
- les indicateurs financiers (il s'agit des charges par nature comme les salaires, achats, frais généraux),
- les indicateurs de rentabilité (résultat net, marge opérationnelle),
- les indicateurs de qualité (délai de fabrication, satisfaction des clients, réclamation)[1].

## Démarche d'utilisation
Ces indicateurs portent sur la qualité, la durée et les coûts. Ils sont utilisés pour mesurer la performance des ressources, des processus, des produits et des services.